# Ле-Овальд
Ле-Овальд (фр. Le Hohwald) — коммуна на северо-востоке Франции в регионе Гранд-Эст (бывший Эльзас — Шампань — Арденны — Лотарингия), департамент Нижний Рейн, округ Селеста-Эрстен, кантон Оберне. До марта 2015 года коммуна административно входила в состав упразднённого кантона Барр (округ Селеста-Эрстен).
Площадь коммуны — 20,84 км², население — 469 человек (2006) с тенденцией к росту: 513 человек (2013), плотность населения — 24,6 чел/км².

## Население
Население коммуны в 2011 году составляло 505 человек, в 2012 году — 509 человек, а в 2013-м — 513 человек.
| 1962 | 1968 | 1975 | 1982 | 1990 | 1999 | 2006 | 2008 | 2011 | 2012 | 2013 |
| ---- | ---- | ---- | ---- | ---- | ---- | ---- | ---- | ---- | ---- | ---- |
| 465  | 480  | 461  | 402  | 360  | 386  | 469  | 492  | 505  | 509  | 513  |

Динамика населения:

## Экономика
В 2010 году из 337 человек трудоспособного возраста (от 15 до 64 лет) 258 были экономически активными, 79 — неактивными (показатель активности 76,6 %, в 1999 году — 71,4 %). Из 258 активных трудоспособных жителей работали 242 человека (142 мужчины и 100 женщин), 16 числились безработными (6 мужчин и 10 женщин). Среди 79 трудоспособных неактивных граждан 23 были учениками либо студентами, 26 — пенсионерами, а ещё 30 — были неактивны в силу других причин.

## Достопримечательности (фотогалерея)
- Вид на коммуну
- Вид на коммуну с пастбища
- Общежитие возле перевала
- Здание мэрии-школы
- Вилла
- Клуб
- Каскад
- «Четыре камня» работа Аннет Буше и Стефана Роше
- Гранд-Отель
- Фонтан
- Католическая церковь
- Интерьер церкви
- Протестантская церковь и дом приходского священника